# Feliks Mantel
Feliks Mantel (ur. 10 marca 1906 w Krakowie, zm. 30 lipca 1990 w Paryżu) – polski adwokat, działacz polityczny, dyplomata i historyk, poseł do Krajowej Rady Narodowej (1944–1947).

## Życiorys
W 1924 przystąpił do PPS. W dwudziestoleciu międzywojennym ukończył studia prawnicze, po czym pracował jako adwokat. W czasie II wojny światowej znalazł się w ZSRR. W 1944 zasiadał w Centralnym Komitecie Wykonawczym i Radzie Naczelnej PPS. W latach 1944–1947 sprawował mandat posła do Krajowej Rady Narodowej. Od 1945 do 1946 pełnił obowiązki wiceministra pracy, opieki społecznej i zdrowia.
W 1947 został mianowany ministrem pełnomocnym w poselstwie RP w Wiedniu. W 1948 zdecydował się na emigrację z kraju. W latach 1949–1963 przebywał w Argentynie, później do końca życia mieszkał we Francji, gdzie w 1980 wydał książkę „Wachlarz wspomnień” opisującą m.in. okres stalinizacji Polski. W latach 1964–1967 należał do paryskiej loży „Kopernik”.
Uchwałą KRN z 3 stycznia 1945 odznaczony Krzyżem Komandorskim Orderu Odrodzenia Polski.

## Wybrane publikacje
- Wachlarz wspomnień, Paryż 1980
- Stosunki polsko-żydowskie. Próba analizy, Paryż 1986
- Słowo o marszałku: ekspiacja, Paryż 1986